# Birte Weigang
Birte Weigang (Lipsia, 31 gennaio 1968) è un'ex nuotatrice tedesca.
Specializzata nel dorso e nella farfalla, ha vinto tre medaglie ai Giochi olimpici di Seoul 1988, tra cui una d'oro nella staffetta 4x100 m misti.

## Palmarès
- Olimpiadi

1988 - Seul: oro nella staffetta 4x100 m misti, argento nei 100 m e 200 m farfalla.
- Mondiali

1986 - Madrid: bronzo nei 200 m farfalla.
- Europei

1985 - Sofia: oro nei 100 m dorso e nella staffetta 4x100 m misti, argento nei 100 m farfalla.
1987 - Strasburgo: oro nella staffetta 4x100 m misti, argento nei 100 m e 200 m farfalla.
- Vincitrice della Coppa del Mondo di farfalla nel 1989